# Thomas Müller (sciatore)
Thomas Müller (Aschaffenburg, 5 marzo 1961) è un ex combinatista nordico tedesco occidentale.

## Biografia
Müller ottenne il primo risultato di rilievo in carriera ai Mondiali juniores del 1981, tenutisi a Schonach im Schwarzwald, ottenendo la medaglia di bronzo nella gara a squadre. In Coppa del Mondo ha ottenuto la prima vittoria, nonché primo podio, ancora a Schonach il 7 gennaio 1984.
In carriera ha preso parte a due edizioni dei Giochi olimpici invernali, Sarajevo 1984 (5° nell'individuale) e Calgary 1988 (25° nell'individuale, oro nella gara a squadre) e a cinque dei Mondiali.

## Palmarès

### Olimpiadi
- 1 medaglia:
  - 1 oro (individuale a Calgary 1988)

### Mondiali
- 2 medaglie:
  - 2 ori (gara a squadre a Seefeld 1985; gara a squadre a Oberstdorf 1987)

### Mondiali juniores
- 1 medaglia:
  - 1 bronzo (gara a squadre a Schonach im Schwarzwald 1981)

### Coppa del Mondo
- Miglior piazzamento in classifica generale: 2º nel 1986
- 12 podi:
  - 4 vittorie
  - 2 secondi posti
  - 6 terzi posti

#### Coppa del Mondo - vittorie
| Data             | Località       | Nazione        | Trampolino            | Spec.       |
| ---------------- | -------------- | -------------- | --------------------- | ----------- |
| 7 gennaio 1984   | Schonach       | Germania Ovest | Langenwaldschanze K90 | IN NH/15 km |
| 3 marzo 1984     | Lahti          | Finlandia      | Salpausselkä K88      | IN NH/15 km |
| 29 dicembre 1985 | Oberwiesenthal | Germania Est   | Fichtelberg K90       | IN NH/15 km |
| 27 febbraio 1987 | Lahti          | Finlandia      | Salpausselkä K88      | IN NH/15 km |

Legenda:

IN = individuale Gundersen

NH = trampolino normale